# Hypena hemiphaea
Hypena hemiphaea är en fjärilsart som beskrevs av Joannis 1915. Hypena hemiphaea ingår i släktet Hypena och familjen nattflyn. Inga underarter finns listade i Catalogue of Life.